# Mezőpeterd
Mezőpeterd là một thị trấn thuộc hạt Hajdú-Bihar, Hungary. Thị trấn này có diện tích 18,23 km², dân số năm 2010 là 519 người, mật độ 28 người/km².